# Atletisme als Jocs Olímpics d'Estiu de 1936
Als Jocs Olímpics d'Estiu de 1936 celebrats a la ciutat de Berlín (Alemanya) es disputaren 29 proves d'atletisme, sis d'elles en categoria femenina. Es mantingueren totes les proves dels anteriors Jocs i es disputaren a l'Estadi Olímpic de Berlín.

## Resum de medalles

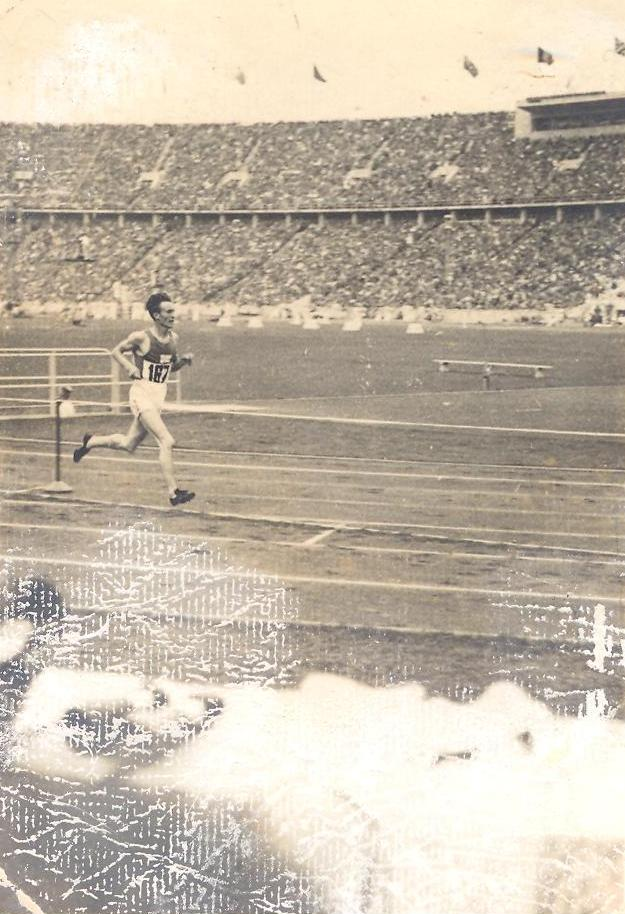
Volmari Iso-Hollo

### Categoria masculina
| Prova                          | Or                                                                             | Plata                                                                   | Bronze                                                                           |
| 100 m Detalls                  | Jesse Owens                                                                    | Ralph Metcalfe                                                          | Tinus Osendarp                                                                   |
| 200 m Detalls                  | Jesse Owens                                                                    | Matthew Robinson                                                        | Tinus Osendarp                                                                   |
| 400 m Detalls                  | Archie Williams                                                                | Godfrey Brown                                                           | James LuValle                                                                    |
| 800 m Detalls                  | John Woodruff                                                                  | Mario Lanzi                                                             | Phil Edwards                                                                     |
| 1.500 m Detalls                | Jack Lovelock                                                                  | Glenn Cunningham                                                        | Luigi Beccali                                                                    |
| 5.000 m Detalls                | Gunnar Höckert                                                                 | Lauri Lehtinen                                                          | Henry Jonsson                                                                    |
| 10.000 m Detalls               | Ilmari Salminen                                                                | Arvo Askola                                                             | Volmari Iso-Hollo                                                                |
| 110 m tanques Detalls          | Forrest Towns                                                                  | Donald Finlay                                                           | Frederick Pollard                                                                |
| 400 m tanques Detalls          | Glenn Hardin                                                                   | John Loaring                                                            | Miguel White                                                                     |
| 3.000 m obstacles Detalls      | Volmari Iso-Hollo                                                              | Kaarlo Tuominen                                                         | Alfred Dompert                                                                   |
| 4x100 m relleus Detalls        | Estats UnitsJesse Owens · Ralph Metcalfe · Foy Draper · Frank Wykoff           | ItàliaOrazio Mariani · Gianni Caldana · Elio Ragni · Tullio Gonnelli    | AlemanyaWilhelm Leichum · Erich Borchmeyer · Erwin Gillmeister · Gerd Hornberger |
| 4x400 m relleus Detalls        | Regne UnitFrederick Wolff · Godfrey Rampling · William Roberts · Godfrey Brown | Estats UnitsHarold Cagle · Robert Young · Edward O'Brien · Alfred Fitch | AlemanyaHelmut Hamann · Friedrich Von Stülpnagel · Harry Voigt · Rudolf Harbig   |
| Marató Detalls                 | Sohn Kee-chung                                                                 | Ernest Harper                                                           | Nam Sung-yong                                                                    |
| 50 km marxa Detalls            | Harold Whitlock                                                                | Arthur Schwab                                                           | Adalberts Bubenko                                                                |
| Salt de llargada Detalls       | Jesse Owens                                                                    | Luz Long                                                                | Naoto Tajima                                                                     |
| Triple salt Detalls            | Naoto Tajima                                                                   | Masao Harada                                                            | Jack Metcalfe                                                                    |
| Salt d'alçada Detalls          | Cornelius Johnson                                                              | David Albritton                                                         | Delos Thurber                                                                    |
| Salt amb perxa Detalls         | Earle Meadows                                                                  | Shuhei Nishida                                                          | Sueo Oe                                                                          |
| Llançament de pes Detalls      | Hans Woellke                                                                   | Sulo Bärlund                                                            | Gerhard Stöck                                                                    |
| Llançament de disc Detalls     | Ken Carpenter                                                                  | Gordon Dunn                                                             | Giorgio Oberweger                                                                |
| Llançament de javelina Detalls | Gerhard Stöck                                                                  | Yrjo Nikkanen                                                           | Kalervo Toivonen                                                                 |
| Llançament de martell Detalls  | Karl Hein                                                                      | Erwin Blask                                                             | Fred Warngård                                                                    |
| Decatló Detalls                | Glenn Morris                                                                   | Robert Clark                                                            | Jack Parker                                                                      |

### Categoria femenina
| Prova                          | Or                                                                           | Plata                                                                  | Bronze                                                                    |
| 100 m Detalls                  | Helen Stephens                                                               | Stanisława Walasiewicz                                                 | Käthe Krauss                                                              |
| 80 m tanques Detalls           | Trebisonda Valla                                                             | Anni Steuer                                                            | Elizabeth Taylor                                                          |
| 4x100 m relleus Detalls        | Estats UnitsHarriet Bland · Annette Rogers · Betty Robinson · Helen Stephens | Regne UnitEileen Hiscock · Violet Olney · Audrey Brown · Barbara Burke | CanadàDorothy Brookshaw · Mildred Dolson · Hilda Cameron · Aileen Meagher |
| Salt d'alçada Detalls          | Ibolya Csák                                                                  | Dorothy Odam                                                           | Elfriede Kaun                                                             |
| Llançament de disc Detalls     | Gisela Mauermayer                                                            | Jadwiga Wajs                                                           | Paula Mollenhauer                                                         |
| Llançament de javelina Detalls | Tilly Fleischer                                                              | Luise Krüger                                                           | Maria Kwaśniewska                                                         |

## Medaller
| Posició | País          | Or | Argent | Bronze | Total |
| 1       | Estats Units  | 14 | 7      | 4      | 25    |
| 2       | Alemanya      | 5  | 4      | 7      | 16    |
| 3       | Finlàndia     | 3  | 5      | 2      | 10    |
| 4       | Regne Unit    | 2  | 5      | 0      | 7     |
| 5       | Japó          | 2  | 2      | 3      | 7     |
| 6       | Itàlia        | 1  | 2      | 2      | 5     |
| 7       | Hongria       | 1  | 0      | 0      | 1     |
| 7       | Nova Zelanda  | 1  | 0      | 0      | 1     |
| 9       | Polònia       | 0  | 2      | 1      | 3     |
| 10      | Canadà        | 0  | 1      | 3      | 4     |
| 11      | Suïssa        | 0  | 1      | 0      | 1     |
| 12      | Països Baixos | 0  | 0      | 2      | 2     |
| 12      | Suècia        | 0  | 0      | 2      | 2     |
| 14      | Austràlia     | 0  | 0      | 1      | 1     |
| 14      | Letònia       | 0  | 0      | 1      | 1     |
| 14      | Filipines     | 0  | 0      | 1      | 1     |